# Лінивка-чорнопер білоплеча
Лінивка-чорнопер білоплеча (Monasa atra) — вид дятлоподібних птахів родини лінивкових (Bucconidae).

## Поширення
Вид поширений на півночі Бразилії, Французькій Гвіані, Суринамі, Гаяні, на півдні Венесуели та суміжних з нею регоінах Колумбії. Природним середовищем існування є субтропічні та тропічні вологі низинні ліси.

## Опис
Птах середнього розміру, завдовжки 27-28 см, вагою до 85 г. Оперення чорне з білими плямами на крилах. Дзьоб темно-червоний.

## Спосіб життя
Птах полює великих комах, павуків, маленьких жаб і ящірок. Гніздиться в норі завдовжки до 50 см, яку викопує у піщаних ярах. Гніздова камера вкрита сухим листям. Самиця відкладає 2, рідше 3, яскраво-білих яєць. Обидві статі висиджують яйця і годують молодняк.